# Црква Преноса моштију Светог Оца Николаја у Врелу
 Црква Преноса моштију Светог Оца Николаја у Врелу је српска православна црква која припада Епархији ваљевској, а саграђена је средином 19. века.

## Опште информације
Цркву је саградио Тодор Тодоровић, неимар који је радио у северозападној Србији средином 19. века. Настала је по угледу на сакрални архитектонски узор из Београда, а врелачки храм сведочи о томе како се мењало традиционално градитељско наслеђе које је било доминантно у западним крајевима Кнежевине Србије.
Црква је од посебне споменичне вредности и због иконостаса који својим ликовним решењима и пластичним украсом представља једно од најбољих остварења српског сликара Лазара Крџалића. У унутрашњости је остварен хармоничан однос конструктивних и декоративних елемената, због чега, уз покретна добра које баштини, споменик културе представља вредну уметничку и културно историјску целину.